# Compsobracon urichii
Compsobracon urichii är en stekelart som först beskrevs av Sievert Allen Rohwer 1917.  Compsobracon urichii ingår i släktet Compsobracon och familjen bracksteklar. Inga underarter finns listade i Catalogue of Life.